# Claes-Göran Sylvén
Claes Göran Sylvén, född 21 november 1959 i Skarpnäcks församling, Stockholms stad, är en svensk företagsledare som är styrelseordförande för Ica Gruppen sedan 2013. Han är också Ica-handlare, där han äger Ica Kvantum Flygfyren i Norrtälje, och ledamot i styrelsen för fotbollsklubben Djurgårdens IF Fotboll. Han har tidigare varit styrelseordförande för Icakoncernens dåvarande ägarbolag Ica AB mellan 2002 och 2013, vd för Hakon Invest AB (dagens Ica Gruppen) och ICA-handlarnas Förbund samt varit ledamot i arbetsgivarorganisationen Svensk Handel.
I september 2016 rapporterade Svenska Dagbladet att Sylvén var Ica:s näst största privata aktieägare och innehavet var värt uppemot nästan 200 miljoner SEK.